# シナノキ
シナノキ（科の木・科・榀の木、学名: Tilia japonica）は、アオイ科シナノキ属に分類される落葉高木の1種。日本固有種である。別名で、ヘラノキ、サドシナノキともよばれる。

## 名称
和名「シナノキ」の由来は、長野県の古名で｢科布が多くとれた国」を意味するという信濃から来ており、「信濃の木」が転訛したものといわれている。
一方、植物学者の牧野富太郎著『日本植物圖鑑』によれば、「シナ」の語源は、アイヌ語の「結ぶ」「縛る」「括る」という意味の言葉で、アイヌがシナノキの樹皮から繊維を採って、縄や糸を作ったことによる名と説明している。しかし植物学者の辻井達一は、著書『日本の樹木』の中でこの説にはやや誤りがあるようだと反論している。アイヌの言語学者知里真志保によると、シナノキの繊維を重用していたアイヌ民族は、シナノキの内皮またはその繊維を、ニペシ（nipes）あるいはシニペシ（si-nipes）と呼んでいて、「ニ」は木、「ペシ」はもぎ取った裂片、そして「シ」は本当のという意味があるといい、辻井はシナノキが最も優れた繊維素材であることをアイヌ語で示したものだとし、東北地方を含めて、「シナ」の語源が見当たらないと指摘している。また漢字では、木偏に品と書いて「榀」も当てられているが、これは当て字だろうと考えられている。
シナノキの花言葉は、「夫婦愛」とされる。

## 特徴
落葉広葉樹で最大樹高20-30m、胸高直径2mに達する高木。樹皮は暗褐色から茶褐色で、表面は若木では滑らかで、成木では薄い鱗片状で縦に浅く裂ける。小枝は無毛で、縦長の皮目が目立つ。
葉は互生し、長さ6 - 10センチメートル (cm) 、幅5 - 6 cmで葉先のとがった左右非対称のハート形。葉縁には鋭い鋸状歯がある。カツラ（カツラ科）の葉に形が似ているが、カツラは対生する。春には鮮やかな緑色をしているが、秋には黄色に紅葉する。条件がよいときれいな黄色に色づくが、褐色を帯びやすい傾向がある。

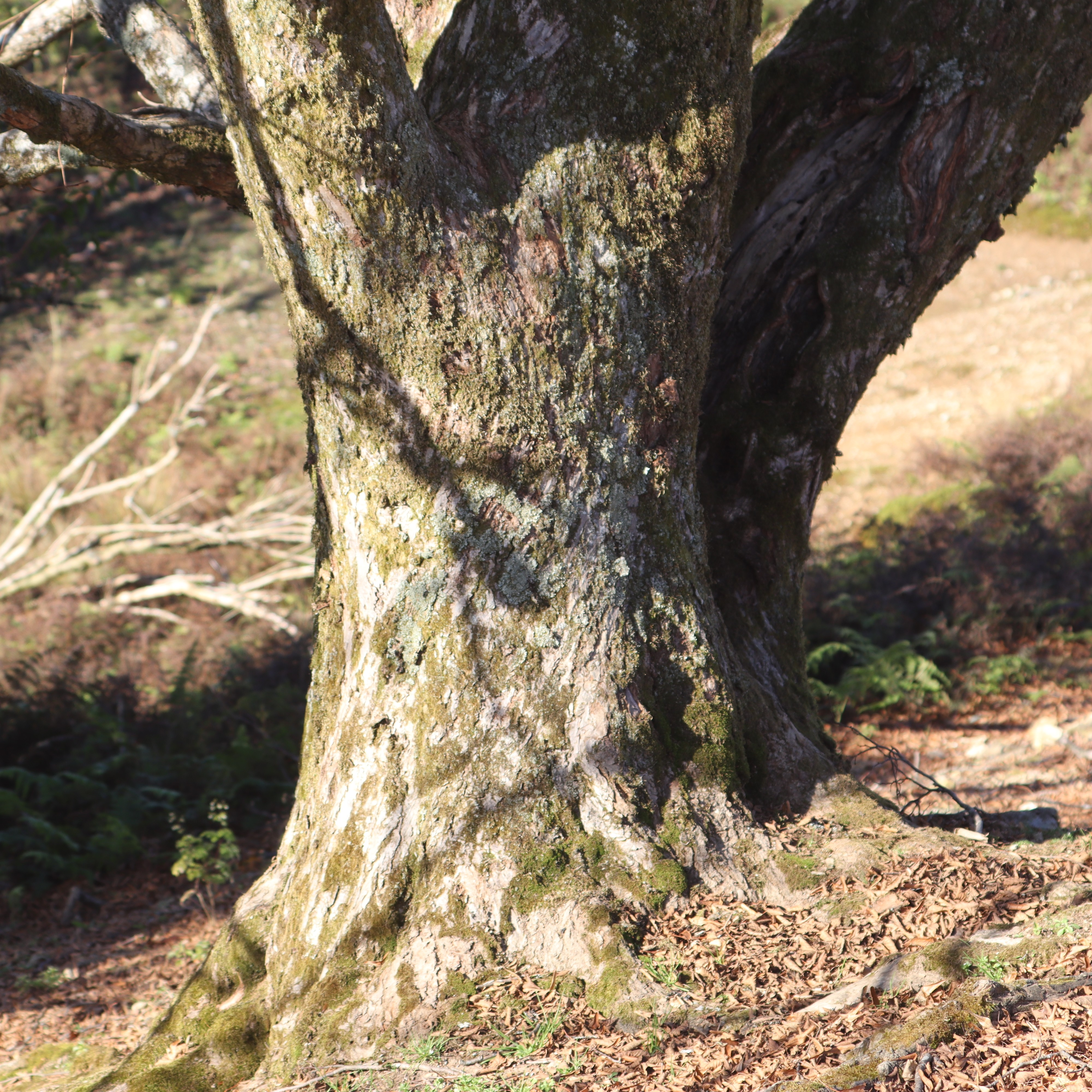
幹
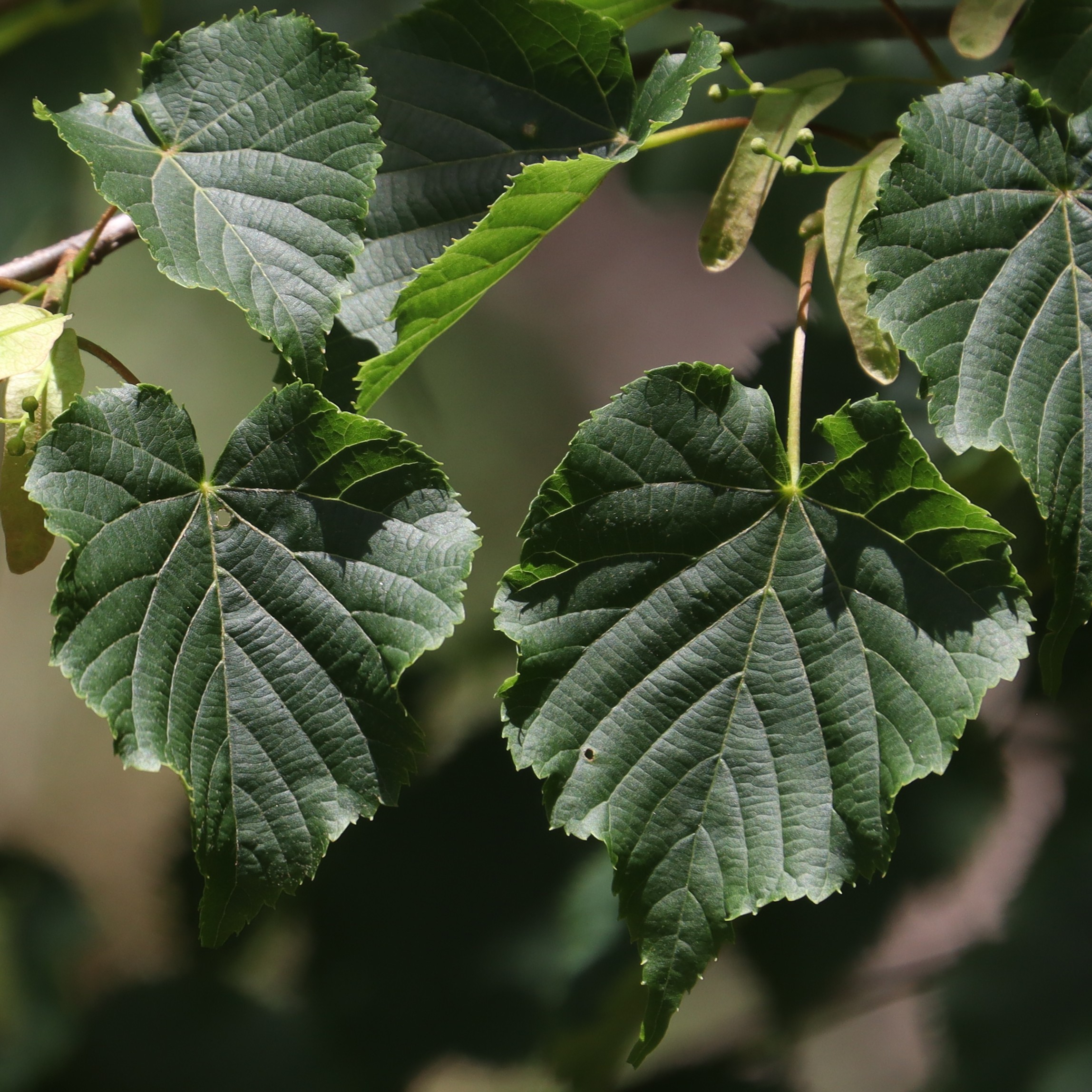
葉はハート形

花期は初夏（6 - 7月）。葉腋から集散花序を下向きに出して、淡黄色の小さな花をつける。花は花序から花柄が分枝して下に垂れ下がる。花序の柄にはへら形の苞葉をつけるのが特徴である。果期は10月。果実はほぼ球形で、直径5ミリメートル (mm) の実には灰褐色の毛が密生する。秋になって熟すと、果柄についた葉のような形をした苞が翼の役目をして、果序とともにあちこちに落ちる。

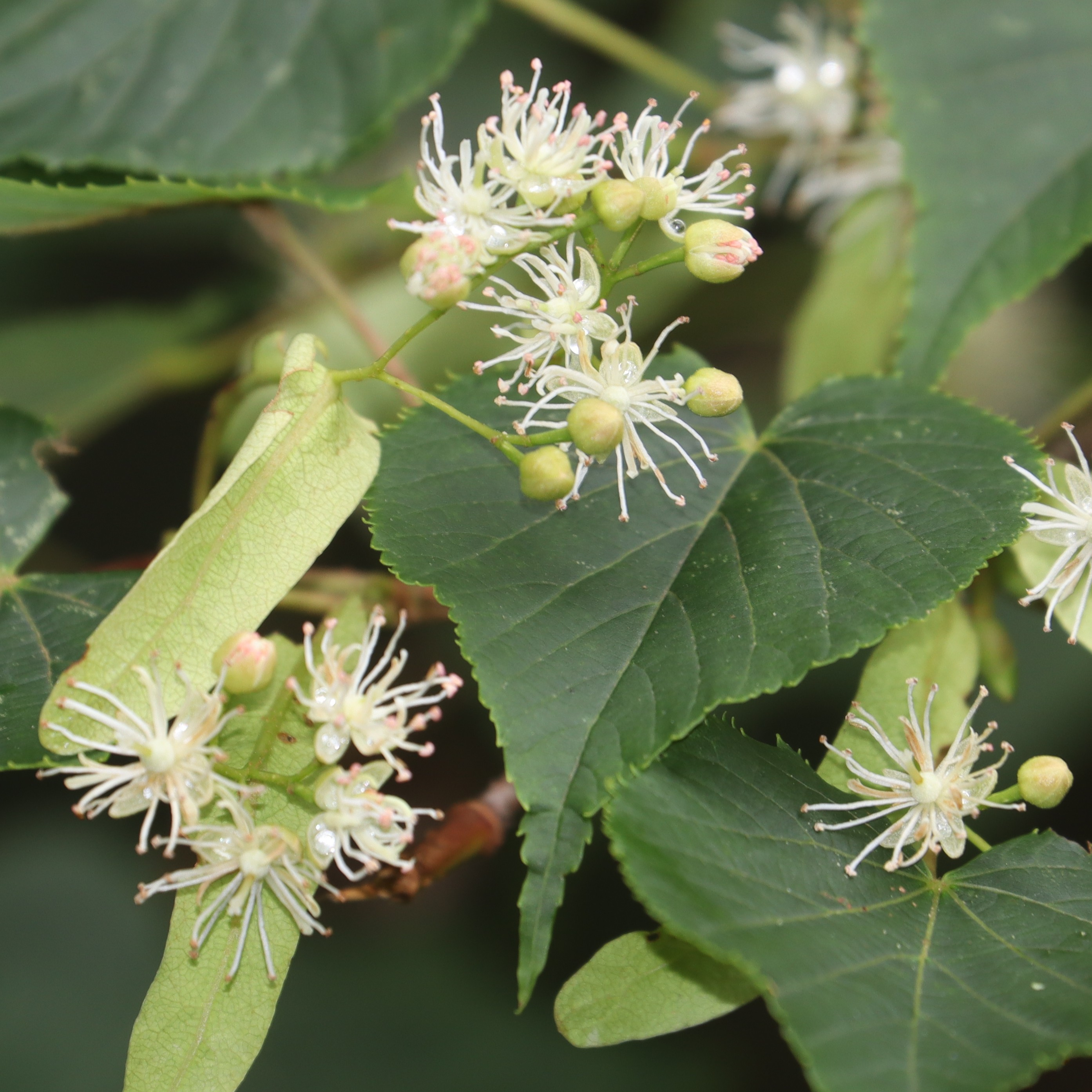
集散花序を下向きに出す
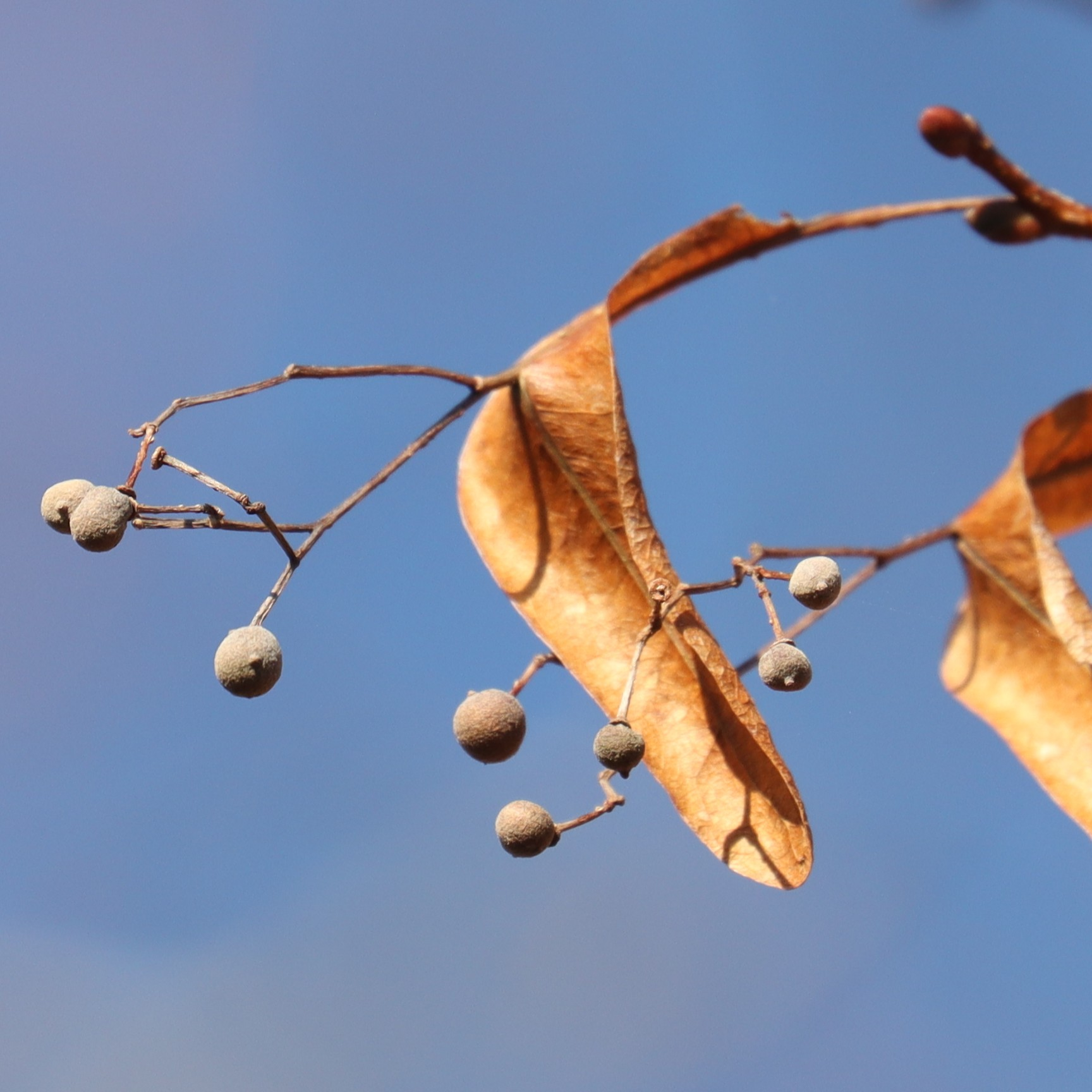
球形の果実と果柄についた葉のような形をした苞

冬芽はいびつな卵形で、仮頂芽と側芽がつき、長さは7 - 10 mm、無毛の芽鱗2枚に包まれ、外側の芽鱗1枚が小さい。葉痕は半円形から楕円形で冬芽のそばにつき、維管束痕が3個ある。
根系は中大径の斜出根、垂下根型である。水平根からも垂下根をよく分岐させる。

## 分布・生育地

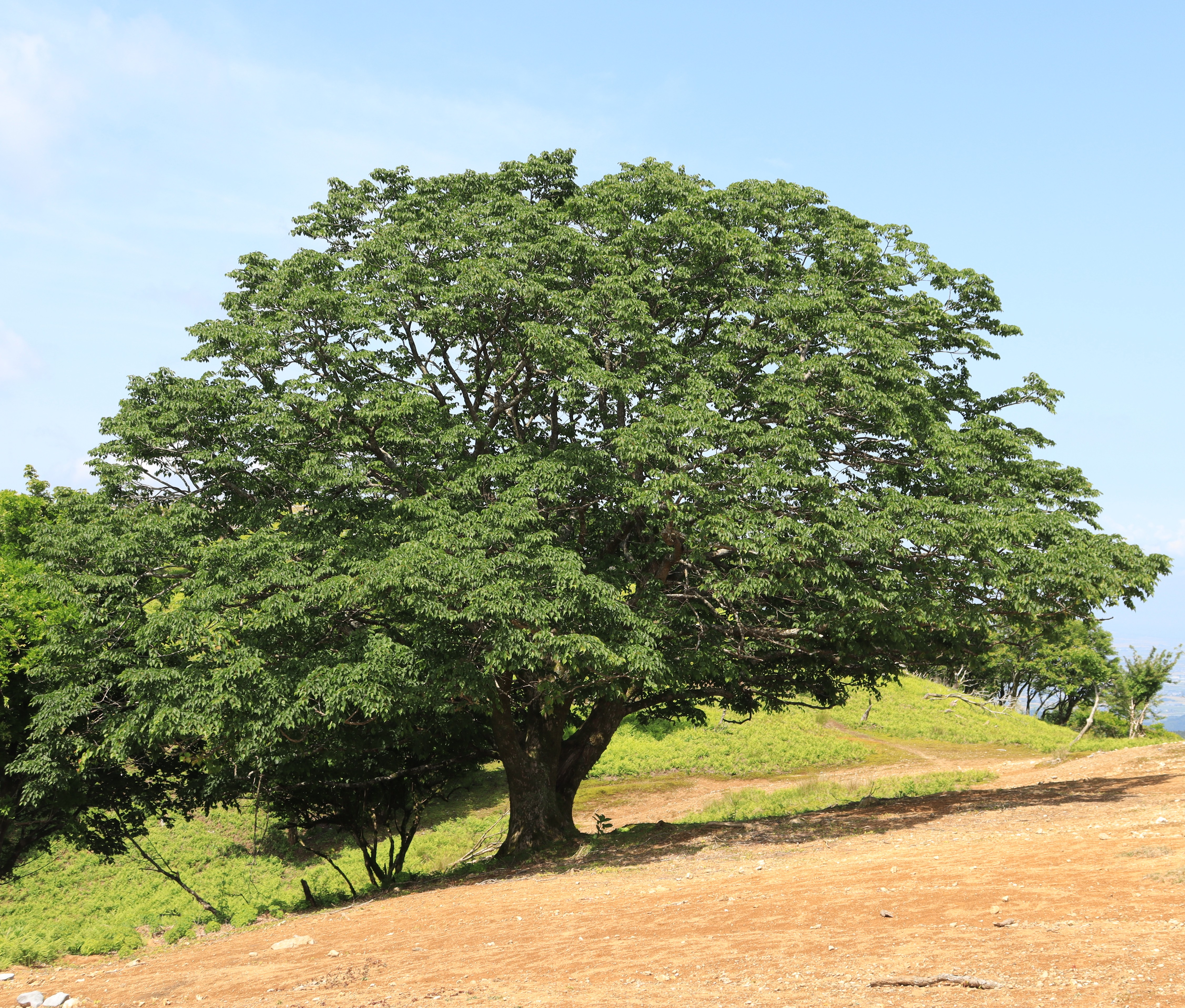
山地の尾根に生育するシナノキ

日本固有種で、北海道、本州、四国、九州に分布し、山地の尾根筋から渓流にかけて見られる。寒い地方のブナ林などに生える樹木。身近なものは、公園や街路などでも植栽されたものも見られる。

## 利用
材はベニヤ、樹皮の繊維は布や和紙の原料になる。花からは良質な蜂蜜が採れる。北海道などでは、街路樹や公園樹としての利用も行われている。
道管の配置は散孔材、心材は淡黄褐色で辺材は黄白色であり、両者の境界はやや不明瞭で年輪も不明瞭である。気乾比重は0.5程度、強度はあまり無いが曲げには比較的強い。

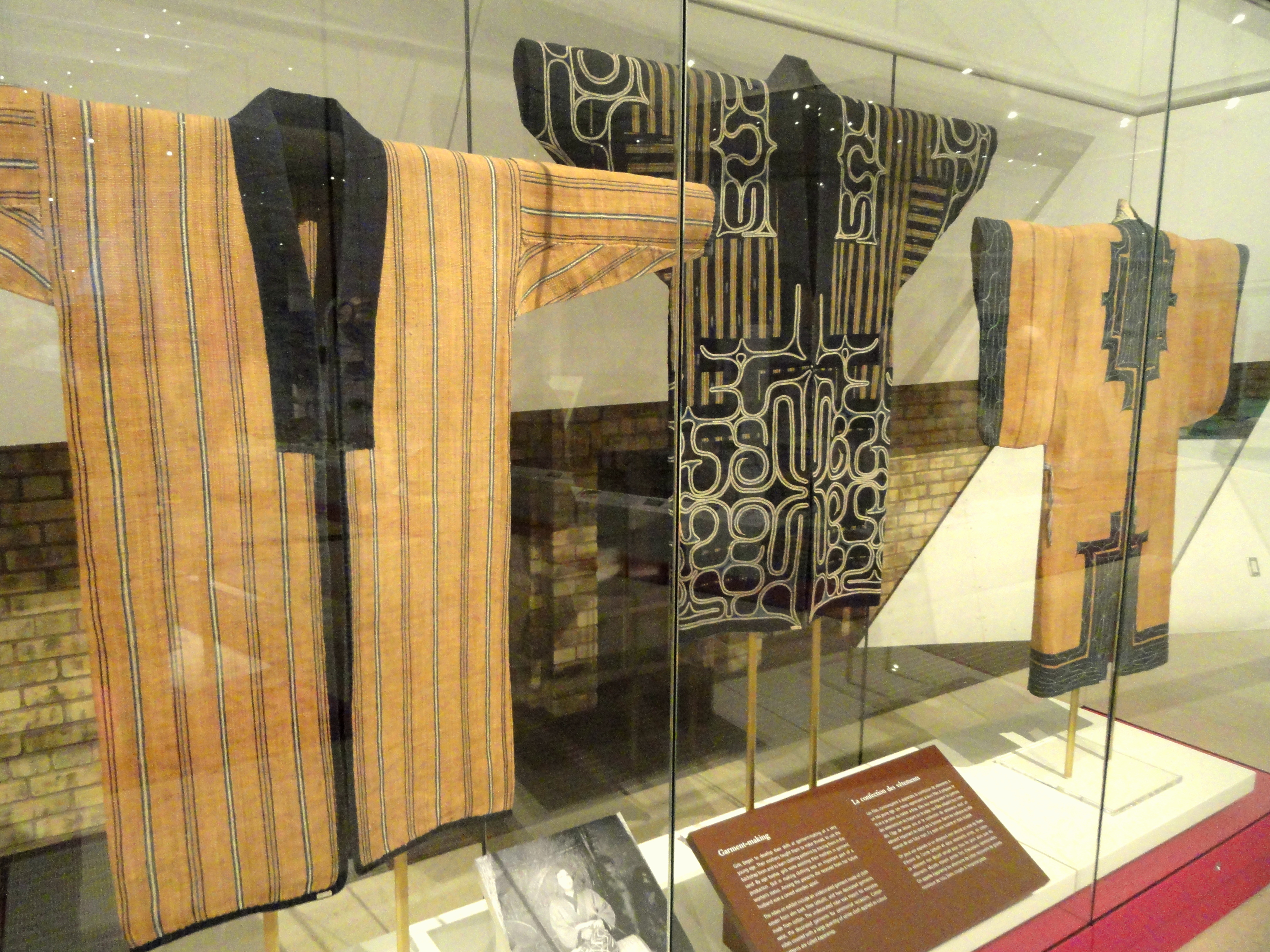
アイヌの伝統織物・アットゥシ織りにも樹皮繊維が使われた。

樹皮は「シナ皮」とよばれ、繊維が強く主にロープ（縄）、かご、編み袋の材料とされてきた。しかし近年では人工素材の合成繊維が普及し、丈夫で安価な製品に取って代わられたため、あまり使われなくなった。大型船舶の一部では未だに使用しているものがある。1990年代頃から、地球環境を見直す意味で麻などと共にロープなどへの利用が見直されている。ワタから作る木綿が普及する以前には、この木の樹皮をはぎ、ゆでて取り出した繊維で布を織り榀布（科布＝しなぬの・しなふ）、まだ布、まんだ布と呼び、衣服なども作られた。アイヌは衣類など織物アットゥシを作るため、オヒョウ（ニレ科）の樹皮の内皮が主に使われたが、ほかにシナノキの繊維を使った。山形県鶴岡市関川や新潟県村上市で作られる伝統織物である羽越しな布は、シナノキのほか同属のオオバボダイジュの内皮から採った繊維から布が織られるもので、経済産業大臣指定伝統的工芸品に指定されている。現在でもインテリア小物などの材料に使われる事もある。
木部は白く年輪が不明瞭で、柔らかく加工しやすいが耐久性に劣る。材は建築材や器具材に使われ、合板や割り箸、マッチの軸、鉛筆材、アイスクリームのへら、木彫りの民芸品などに利用される。年輪が目立たず白いことから、ラワンを芯材としたシナ合板（シナベニヤ）と呼ばれる合板の化粧面（表面）に多く利用され、芯材もシナとしたものは区別してシナ共芯合板またはシナ合板共芯（ともしん）と呼ぶ。北海道の民芸品である木彫りの熊は、シナノキから彫られていることが多い。
またシナノキは蜜源植物となり、花からは良質の蜜が採取できるので、花の時期には養蜂家がこの木の多い森にて採蜜を営み、菩提樹の蜂蜜として製品化するところもある。

## シンボルなど
- 長野市の「市の木」に指定。

## 近縁種
シナノキは日本特産種だが、シナノキ属（ボダイジュの仲間）はヨーロッパからアジア、アメリカ大陸にかけての冷温帯に広く分布している。シナノキ属の樹木で「菩提樹」と称している木は、インドボダイジュとはまったくの別種で、葉の形が似ていたことから寺院で植えられて同じように呼ばれ、これが日本にもたらされたものである。
ヨーロッパではセイヨウシナノキ（セイヨウボダイジュ）がある。
シューベルトの歌曲『リンデンバウム』（歌曲集『冬の旅』、邦題『菩提樹』）で有名。
また、スウェーデン国王アドルフ・フレデリックが1757年に、「分類学の父」と呼ばれる植物学者・カール・フォン・リンネを貴族に叙した際に、姓としてフォン・リンネを与えたが、リンネとはセイヨウシナノキのことであり、これは家族が育てていたことに由来するものである。